# Burgos (Ilocos Sur)
Burgos ist eine Stadtgemeinde in der philippinischen Provinz Ilocos Sur. Die zentrale Ebene des Gebietes wird von Hügeln umgeben und vom Fluss Burgos durchquert. Die Bevölkerung lebt hauptsächlich von der Landwirtschaft. Die Gemeinde wurde nach dem philippinischen Nationalhelden Jose Burgos benannt.
Burgos ist in 26 Baranggays aufgeteilt:
| - Ambugat - Balugang - Bangbangar - Bessang - Cabcaburao - Cadacad - Callitong - Dayanki - Dirdirig - Lesseb - Lubing - Lucaban - Luna | - Macaoayan - Mambug - Manaboc - Mapanit - Nagpanaoan - Paduros - Patac - Poblacion Norte - Poblacion Sur - Sabangan Pinggan - Subadi Norte - Subadi Sur - Taliao |